# Mănăstirea Podgoria Copou
Mănăstirea Podgoria Copou (cunoscută și ca Bisericuța dintre vii) este o mănăstire ortodoxă de maici, situată în mijlocul unor vii din Grădina Botanică din Iași, pe str. Podgoriilor. Biserica a fost ctitorită în anul 1638 de domnitorul Vasile Lupu (1634-1653) și are hramul Sfinților Atanasie și Chiril.
Mănăstirea "Sf. Atanasie și Chiril" (Biserica Copou) din Iași a fost inclusă pe Lista monumentelor istorice din județul Iași din anul 2015, având codul de clasificare IS-II-m-B-04001. Pe această listă este trecut anul 1809 ca perioadă de datare a construcției.

## Istoric

### Fondarea mănăstirii
În locul unde se află astăzi mănăstirea, era o moșie domnească unde a existat anterior o biserică de lemn. Există o legendă conform căreia în timpul unei invazii a tătarilor în Iași, Doamna Tudosca (Teodosia), soția lui Vasile Lupu, a fugit în pădure și s-a ascuns într-o scorbură de copac. Odată trecut pericolul, domnitorul și-a căutat soția pe aceste dealuri și a găsit-o cu ajutorul câinelui său de vânătoare, Copou. Voievodul a tăiat copacul scorburos și, în semn de mulțumire că și-a găsit soția nevătămată, a hotărât zidirea unei mănăstiri.
În anul 1638, conform pisaniei în limba slavonă aflată deasupra peretelui dintre pridvor și pronaos, voievodul Vasile Lupu a ctitorit în aceste locuri o biserică de piatră. Biserica aceasta a fost zidită înainte de construirea ctitoriei lui Vasile Lupu de la Mănăstirea Trei Ierarhi, fiind închinată Mănăstirii Caracalu de la Muntele Athos. Ea a fost sfințită la 30 aprilie 1638 de către patriarhul Chiril Lukaris al Constantinopolului.
Pisania în limba slavonă a fost tradusă de către episcopul Melchisedec Ștefănescu astfel: "Cu voința Tatălui, cu conlucrarea Fiului și cu săvârșirea Sfântului Duh, iată eu rob stăpânului meu Domnului Dumnezeu și Mântuitorului nostru Iisus Hristos și al Treimei închinător, Io Vasile Voievod, cu mila lui Dumnezeu Domnitor al Țării Moldovei și prea iubita Doamna noastră Teodosia și cu prea iubiții copii Ioan Voievod și Maria și Ruxanda, voi și zidi această sfântă rugă în numele sfântului părintelui nostru Atanasie cel mare, Arhiepiscopul Alexandriei. În anul 7146 (=1638), Aprilie 30. Și s-a sfințit cu mâna preasfântului Patriarh Kiril".
După detronarea lui Vasile Lupu în anul 1653, biserica a fost arsă și dărâmată, fiind reconstruită de mai multe ori în decursul timpului, astfel încât nu se mai recunoaște nimic din stilul bisericii originare.
O pisanie de marmură albă, cu stema țării, aflată pe un perete exterior al bisericii, conține o inscripție în limba greacă în care se spune că biserica a fost restaurată în anul 1702 de domnitorul Constantin Duca (1693-1695, 1700-1703). Inscripția a fost tradusă de același episcop Melchisedec astfel: "Înnoitu-s-au sfințitul acest templu și frumos reparat de prea strălucitul și prea cinstitorul de Dumnezeu Io Constantin Duca Voievod, Domnul a toată Țara Moldovei".
Ctitorul a înzestrat probabil mănăstirea cu o bucată de loc a cărui întindere este greu de precizat. Domnitorul Nicolae Mavrocordat (1709-1710, 1711-1716) a extins terenurile mănăstirii, dându-i un teren cu "pomeți, paragini de vii, locuri de grădini și pădure". Acest teren se întindea pe valea râului Căcaina, de la iazul Mănăstirii Dancu spre nord.
În anul 1809, Serafim, egumenul Mănăstirii "Trei Ierarhi" a restaurat această biserică, fiind așezată atunci o a treia pisanie. Pe atunci, de biserică se ocupau egumenii greci de la Mănăstirea Trei Ierarhi, care trimiteau aici călugări pentru a se îngriji de biserică. În anul 1850 s-a realizat pictarea bisericii.
În decembrie 1863, ca urmare a adoptării Legii secularizării averilor mănăstirești închinate, mănăstirea a fost desființată, biserica ei fiind însă folosită în continuare ca biserică de mir.
După anul 1960, biserica a fost inclusă în perimetrul Grădinii Botanice din Iași, cea mai întinsă din România la acel moment. Ca urmare a neglijării ei, biserica a început să se ruineze și a necesitat ample lucrări de restaurare.
Între anii 1983-1986, prin stăruința preotului paroh Vasile Vaida, s-au efectuat lucrări de restaurare, consolidare în interior și exterior, împodobire cu frescă, policandre și mobilier (un nou cafas) prin contribuția benevolă a credincioșilor și cu sprijinul Mitropoliei Moldovei și Sucevei. Pictura bisericii a fost realizată de către pictorii Vasile și Violeta Carp din București. În tabloul votiv sunt reprezentați Vasile Lupu și Doamna Tudosca.
A fost construită o casă parohială mare, cu mai multe încăperi, mansardă și anexe gospodărești. Construcția casei parohiale a fost executată de către IPROCHIM, prin bunăvoința prof.dr.ing. Dumitru Rădăuceanu. Ulterior, s-au îmbunătățit căile de acces la biserică, fiind construită o alee betonată și s-a sistematizat cimitirul. Ultimul paroh al Parohiei "Sf. Atanasie" - Podgoria Copou a fost preotul Teodor Mera.

### Reactivarea mănăstirii

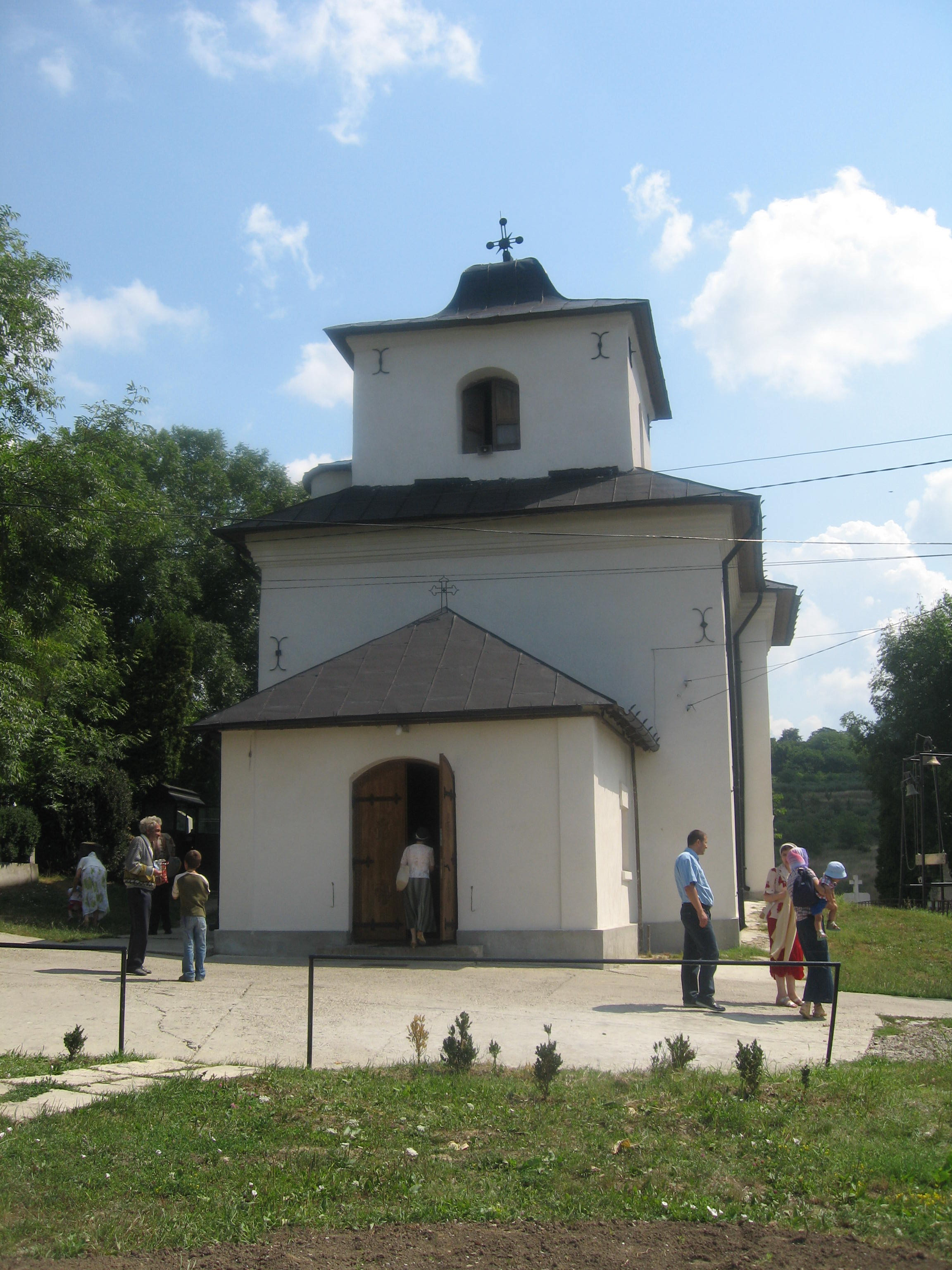
Biserica privită din față

După aproape 150 de ani, la 20 aprilie 2001 (de sărbătoarea Duminicii Mironosițelor), mitropolitul Daniel Ciobotea al Moldovei și Bucovinei a reactivat Mănăstirea "Sf. Atanasie" din Podgorii - Iași, ca mănăstire de călugărițe, aparținând de Mănăstirea Galata. Reactivarea a fost aprobată de Sfântul Sinod al Bisericii Ortodoxe Române (temei nr. 6544 din 28.10.1993) și de Sinodul mitropolitan al Mitropoliei Moldovei și Bucovinei (temei nr. 2445/2001). La 29 aprilie 2001 a avut loc slujba de reactivare a mănăstirii, săvârșită de un mare sobor de preoți și diaconi în frunte cu mitropolitul Daniel. Cu această ocazie, biserica a primit și un al doilea hram, Duminica mironosițelor.
Întreg patrimoniul Parohiei "Sf. Atanasie" - Podgoria Copou și anume biserica, clădirile anexe, curtea, cimitirul și terenurile obținute prin Legea fondului funciar au trecut în proprietatea și administrarea Mănăstirii "Sf. Atanasie" Podgoria Iași. Fosta parohie a fost rearondată având ca biserică parohială biserica din satul Cârlig, cu hramul "Sf. Prooroc Isaia".
Inițial au venit aici trei monahii de la Mănăstirea Galata. Prima egumenă a fost numită maica rasoforă Teodora Vrânceanu (n. 1974). În anii următori, casa parohială de lângă biserică a fost extinsă pentru a fi transformată într-un corp de chilii pentru călugărițe. Pe lângă pravilă, maicile se mai ocupă cu lucrul în atelierele de broderie, croitorie și pictură bisericească.
În aprilie 2009, la Mănăstirea Podgoria Copou trăiau paisprezece maici. Duhovnicul mănăstirii este protosinghelul Hrisostom Andrioaia.

## Cimitirul mănăstirii
Biserica se află în mijlocul unui cimitir în care sunt înmormântați printre alții: 
- prof. Gheorghe I. Năstase (1896–1985) – deputat în Sfatul Țării și primul titlu de doctor în geografie al Universității din Iași;[necesită citare]
- prof. dr. doc. Mihail Peiu (1914–1987) – renumit entomolog și care a donat Muzeului Olteniei din Craiova o colecție de lepidoptere autohtone de 1.500 exemplare;
- acad. prof. dr. doc. Dimitrie Mangeron (1906–1991);
- prof. dr. doc. Gheorghe Bădărău (1915–1992) – membru al Academiei de Științe Medicale;
- prof. dr. Mihai Todosia (1927–1995) – fost rector al Universității „Al.I. Cuza” din Iași;
- prof. dr. Costache Teșu – profesor de pedologie și rector al Universității Agronomice din Iași;
- prof. dr. Eugenie Turenschi – profesor de botanică la Universitatea Agronomică din Iași;
- prof. dr. Mihai Cotruț;
- Bogdan M. Sadoveanu (1912–1920) – fiul lui Mihail Sadoveanu etc.

## Imagini

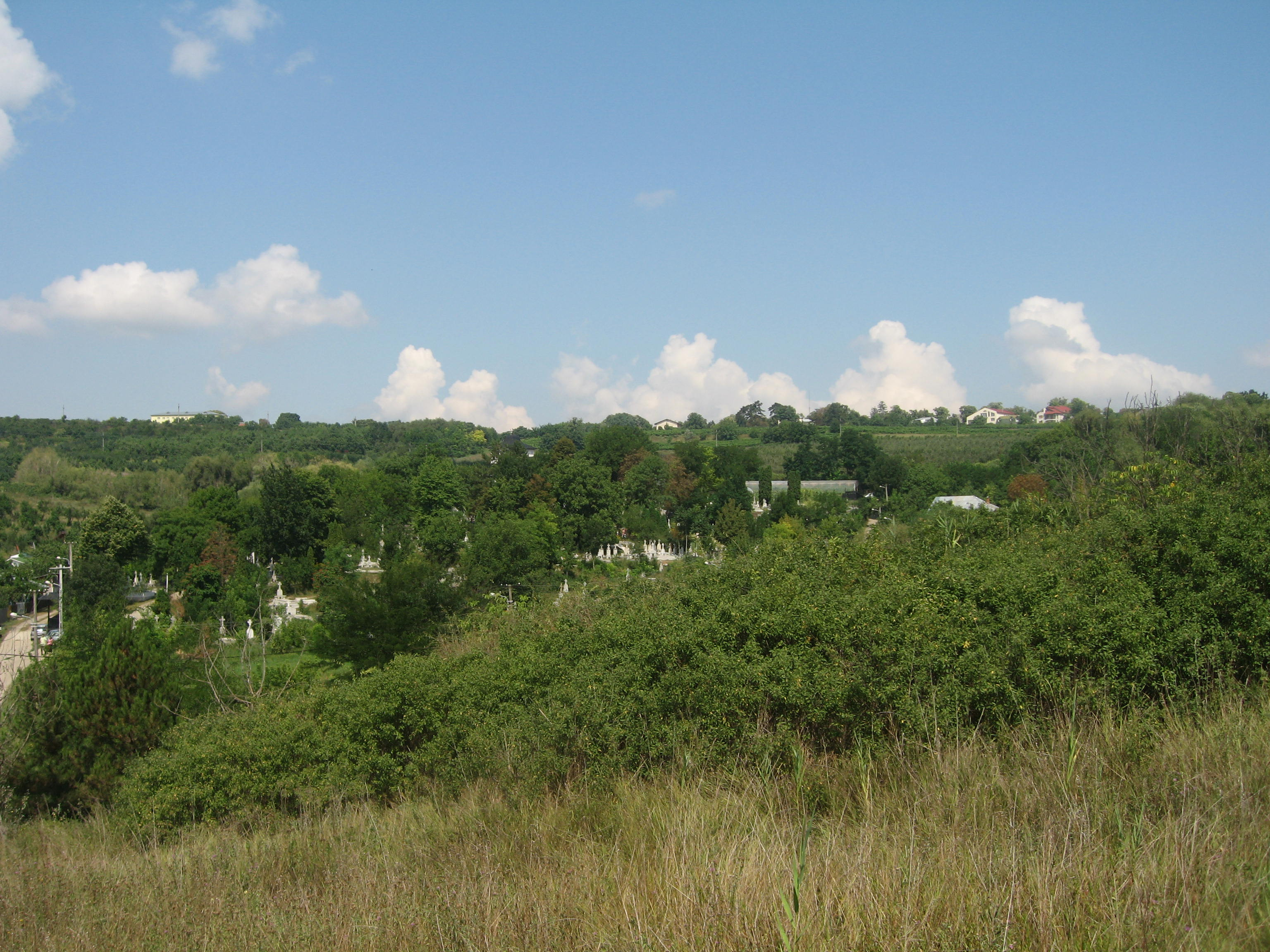
Biserica ascunsă în pădure
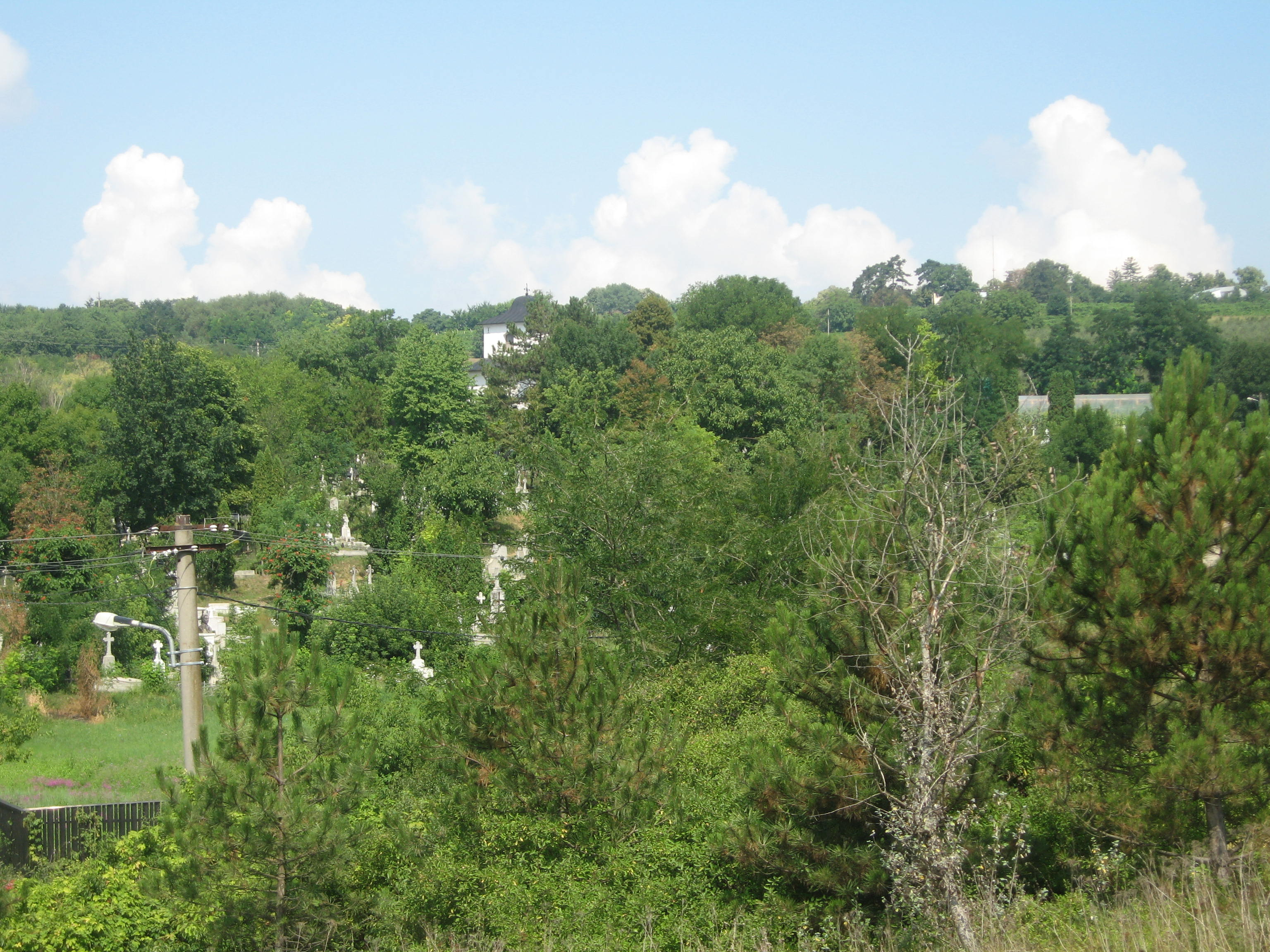
Turla bisericii abia se zăreşte între copacii din Grădina Botanică
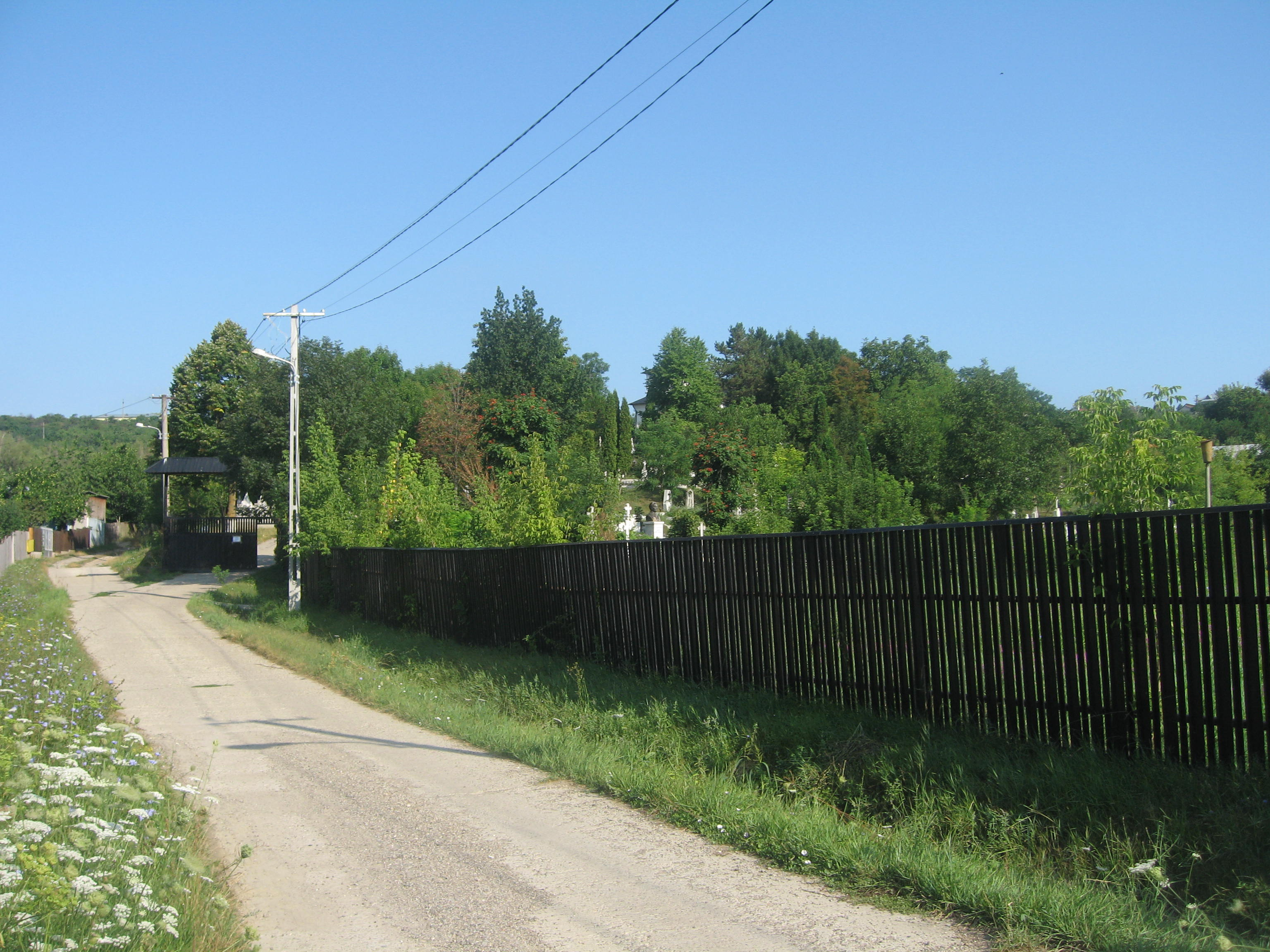
Drumul spre mănăstire
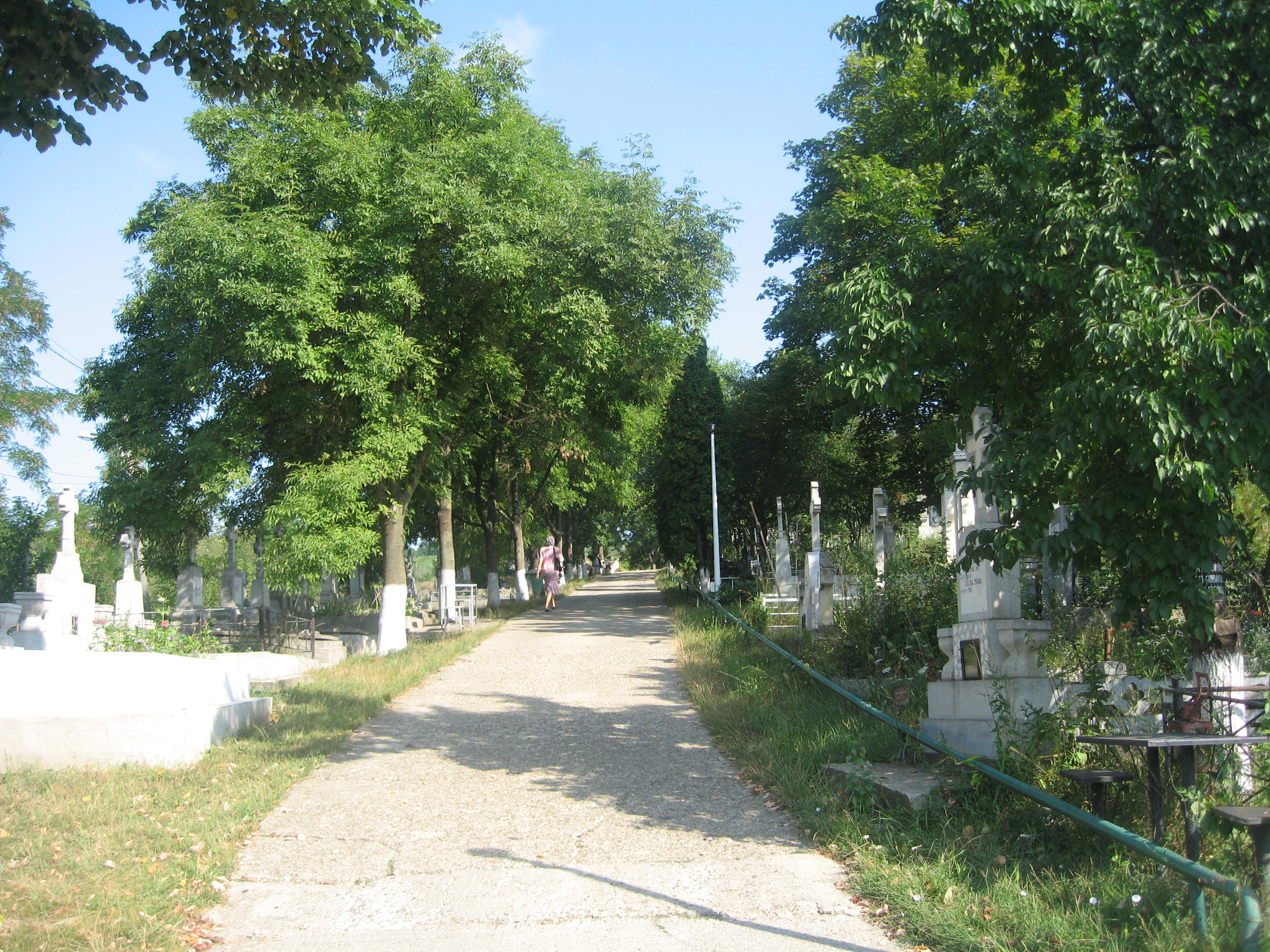
Biserica se află pe un deal, în mijlocul unui cimitir
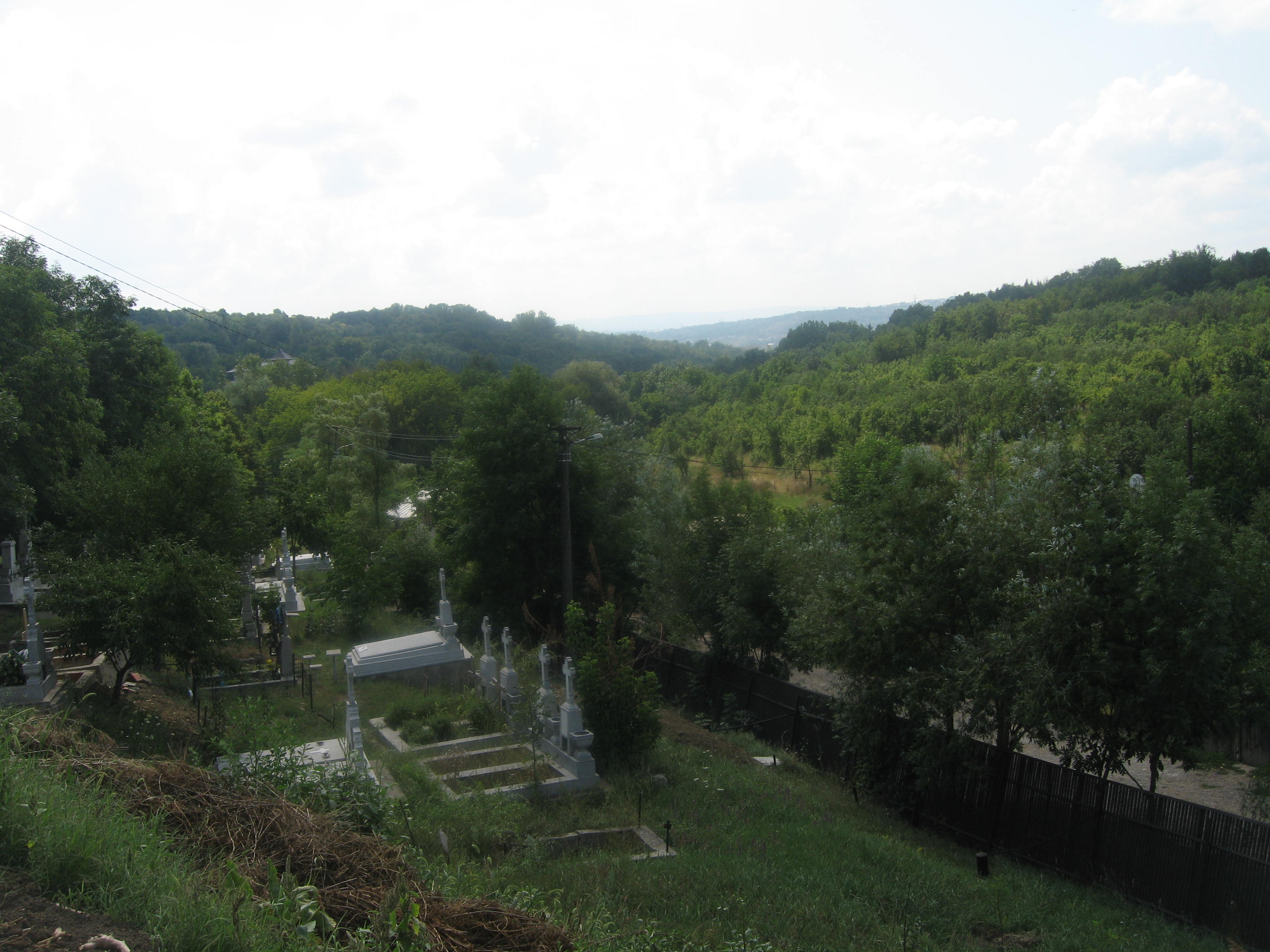
Peisajul Grădinii Botanice văzut de la biserică
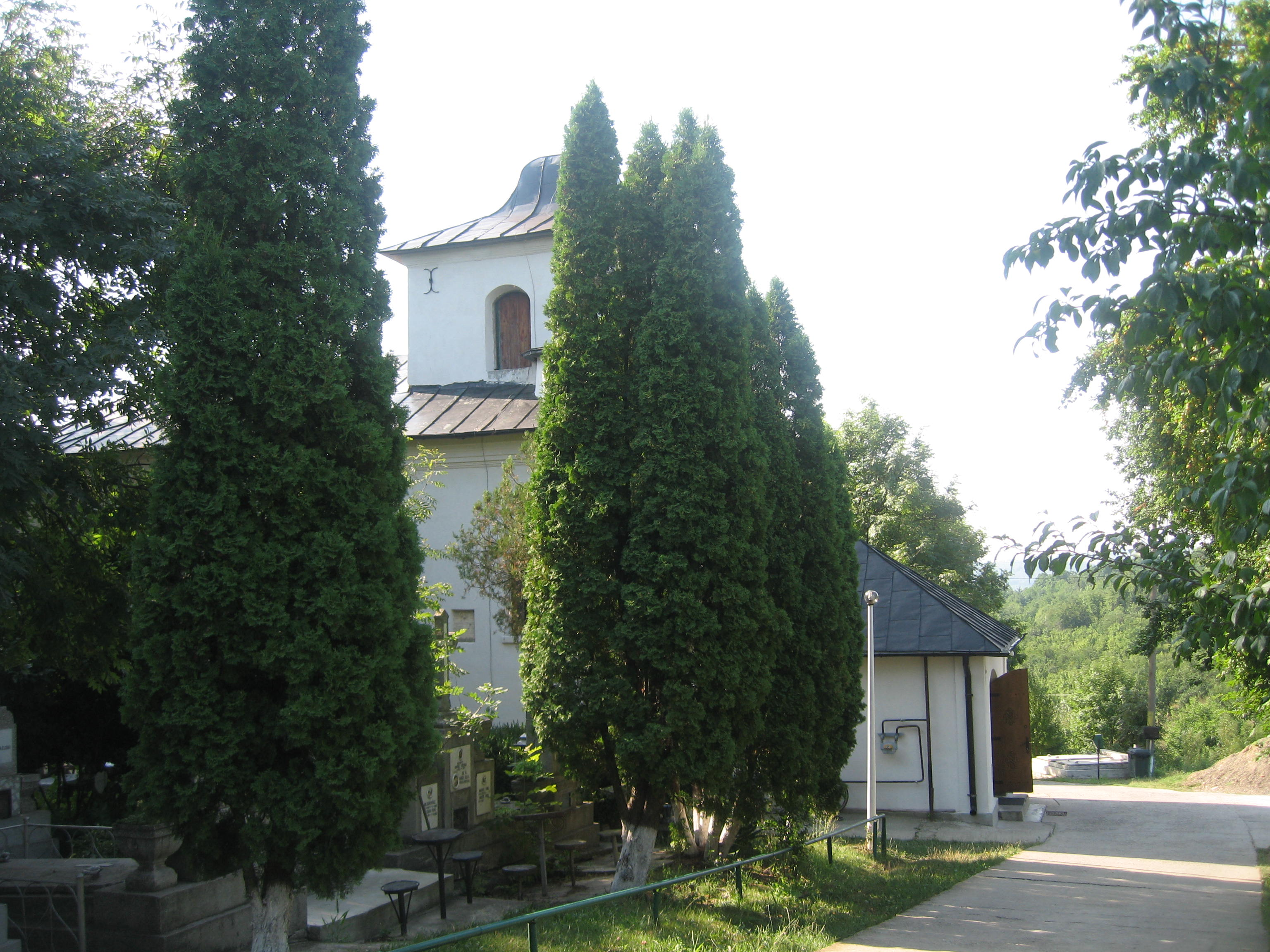
Biserica văzută dinspre chilii
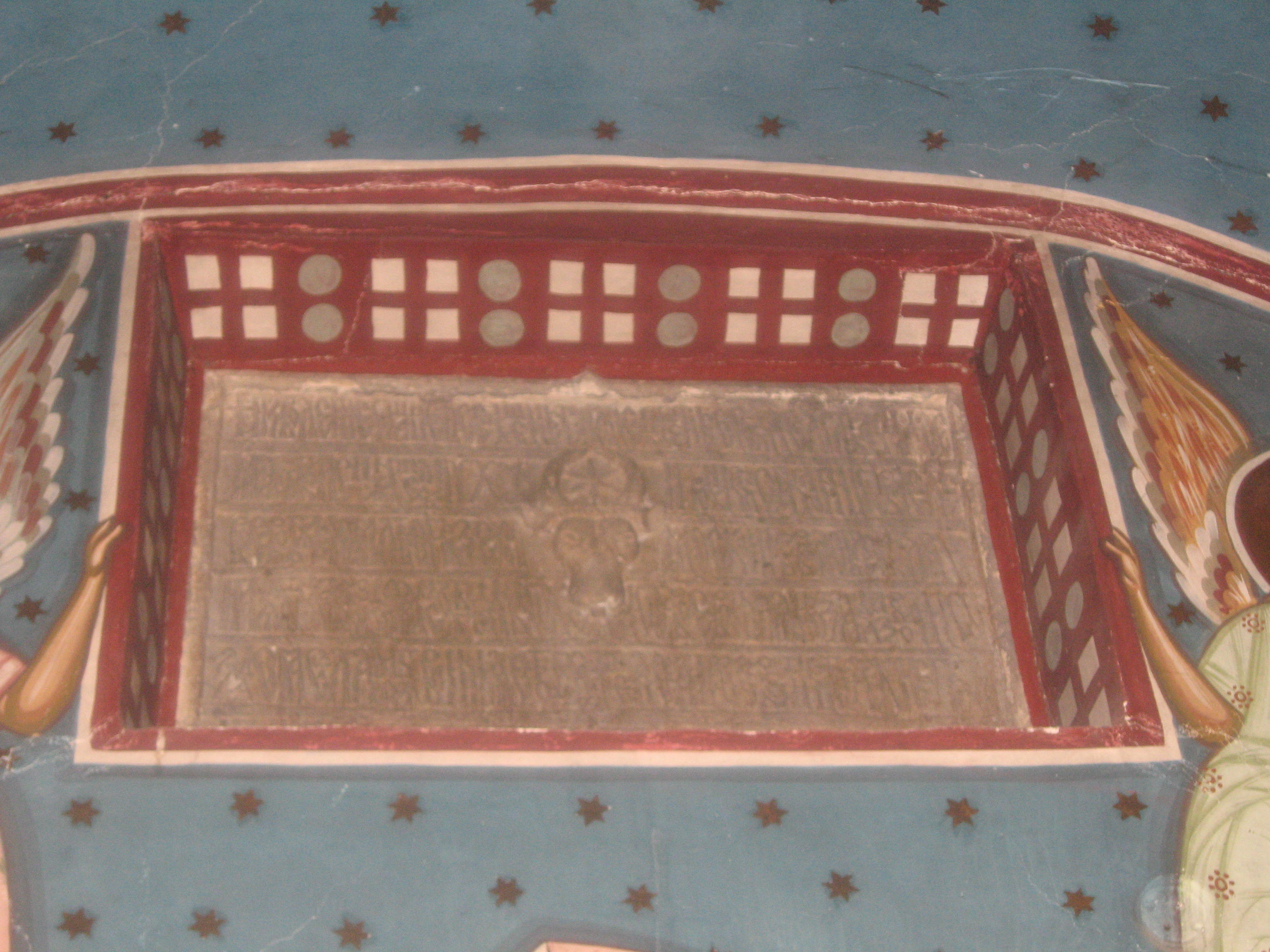
Pisania în limba slavonă pusă de voievodul Vasile Lupu
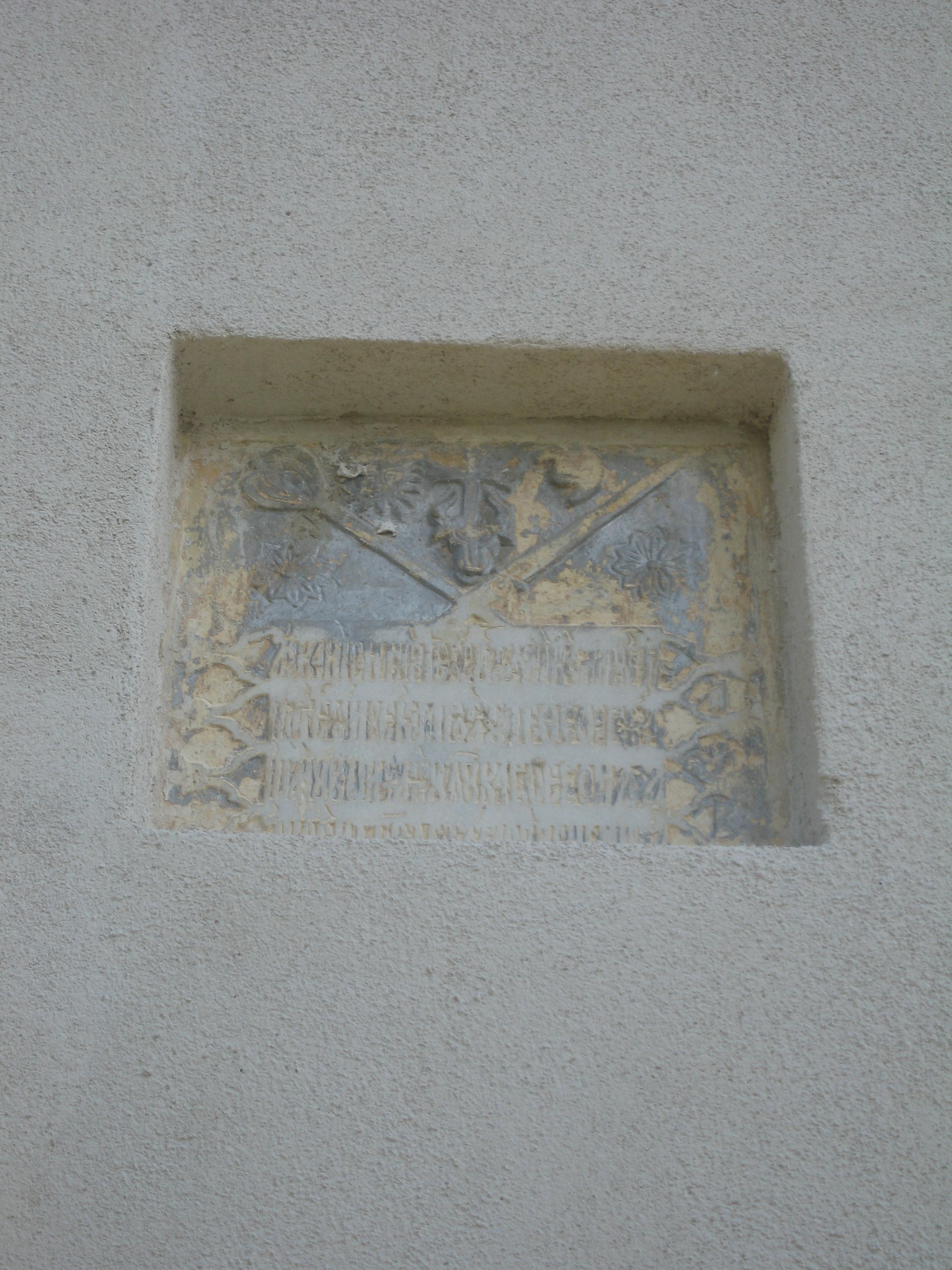
Pisania în limba greacă din partea dreaptă a bisericii, pusă de Constantin Duca (1702)
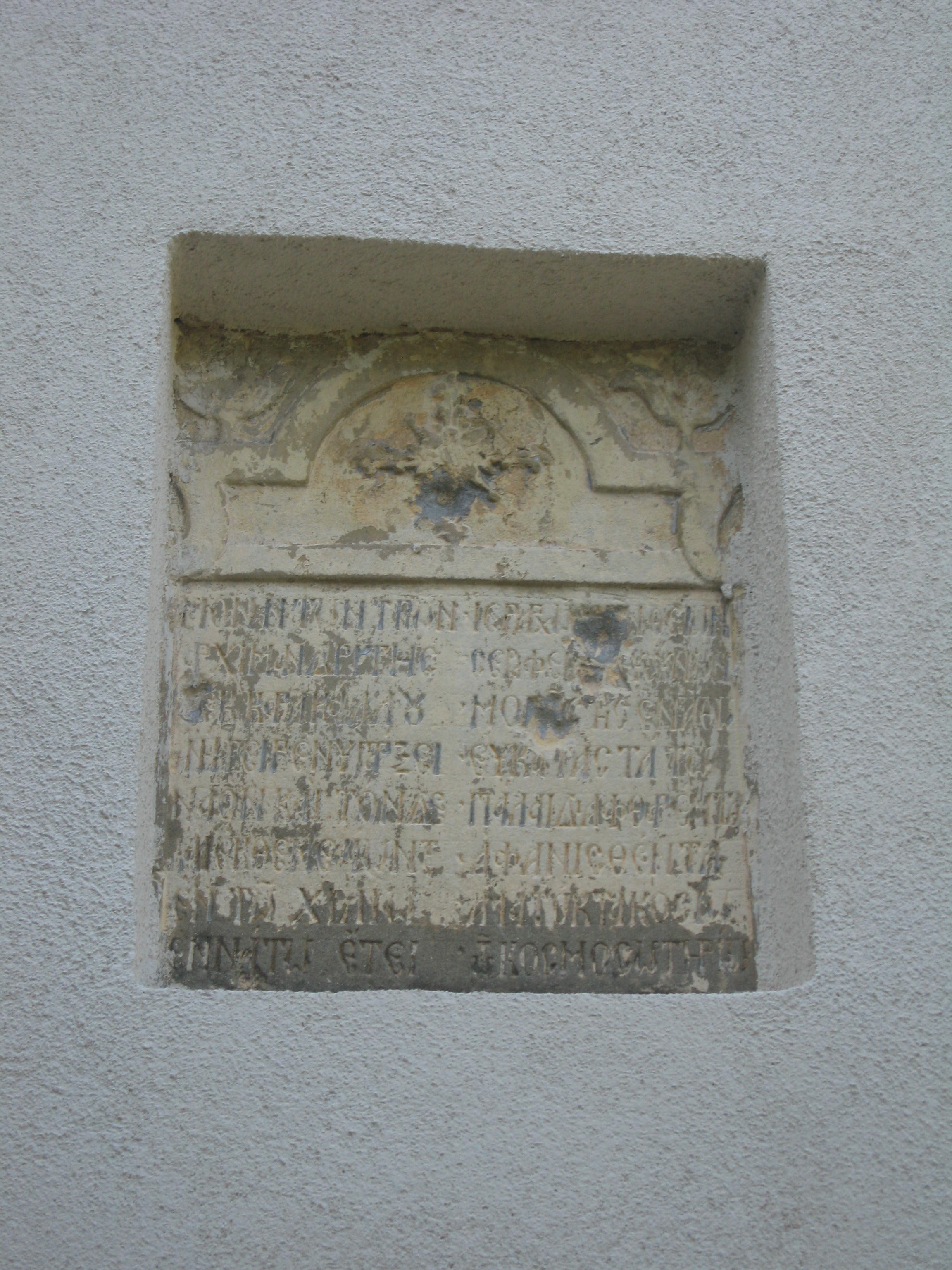
Pisania în limba greacă din partea stângă a bisericii, pusă de egumenul Serafim (1809)
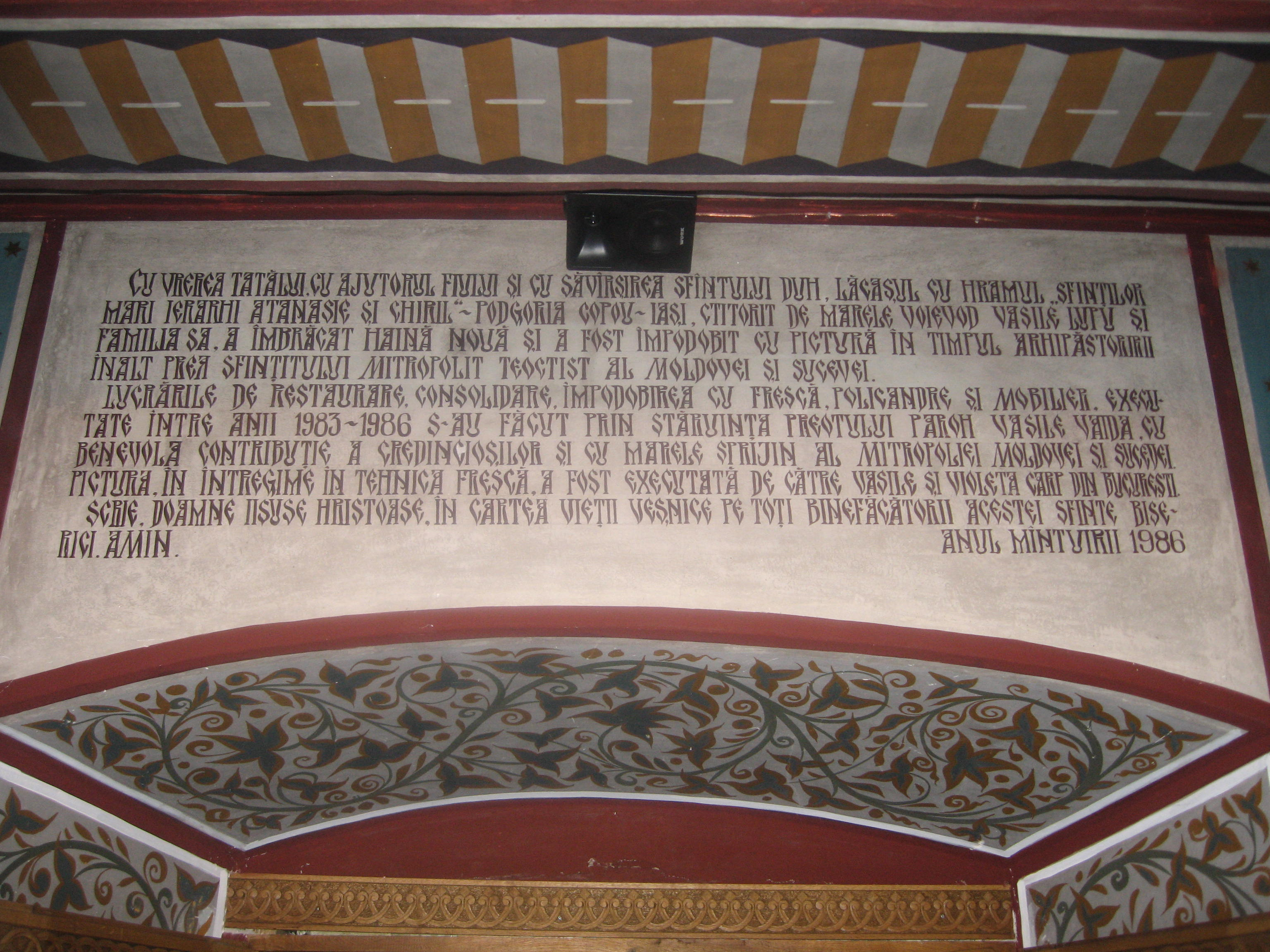
Inscripţie deasupra uşii de intrare din pronaos în pridvor, ce menţionează lucrările de restaurare efectuate între anii 1983-1986
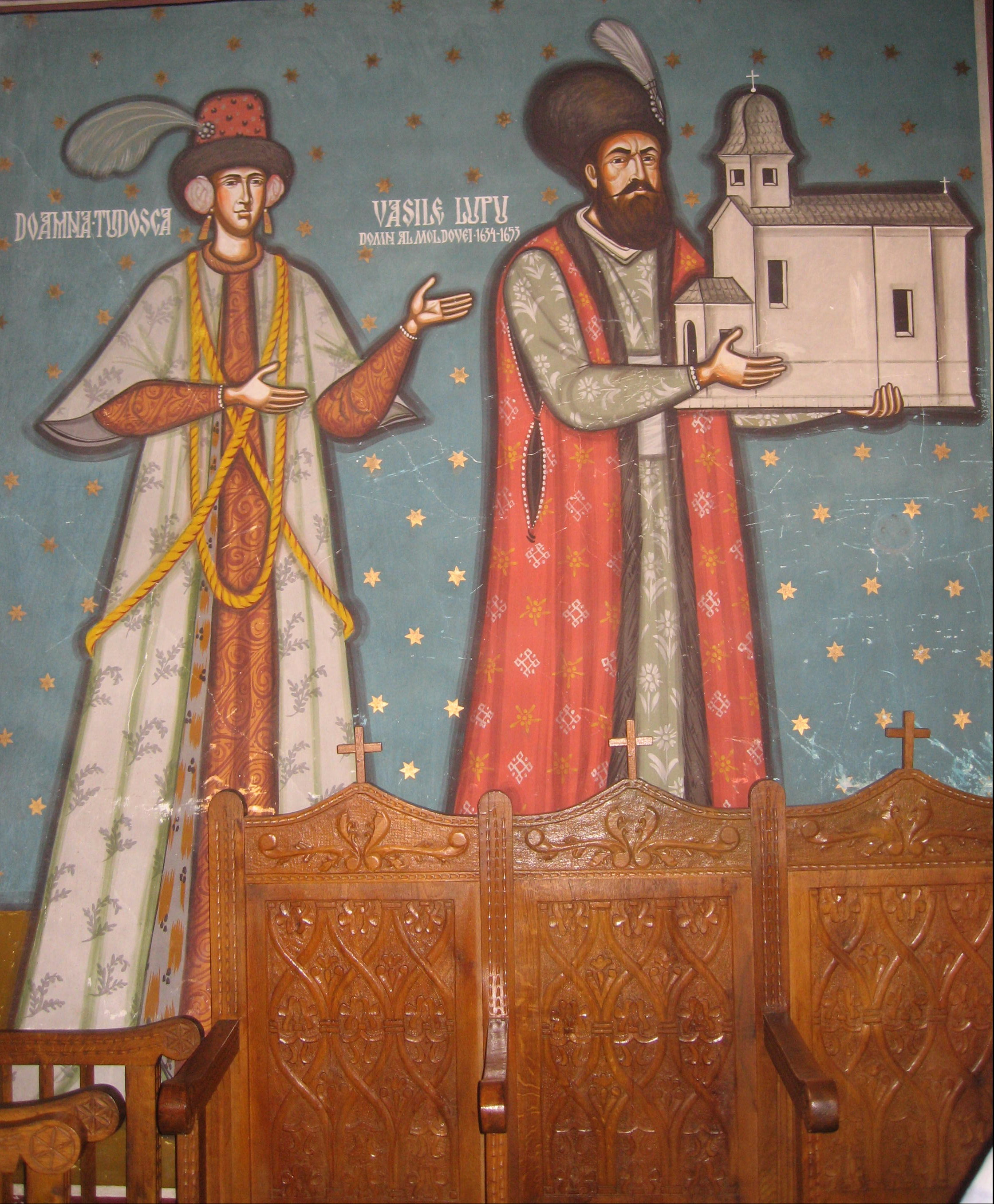
Tabloul votiv în care sunt reprezentaţi voievodul Vasile Lupu şi Doamna Tudosca
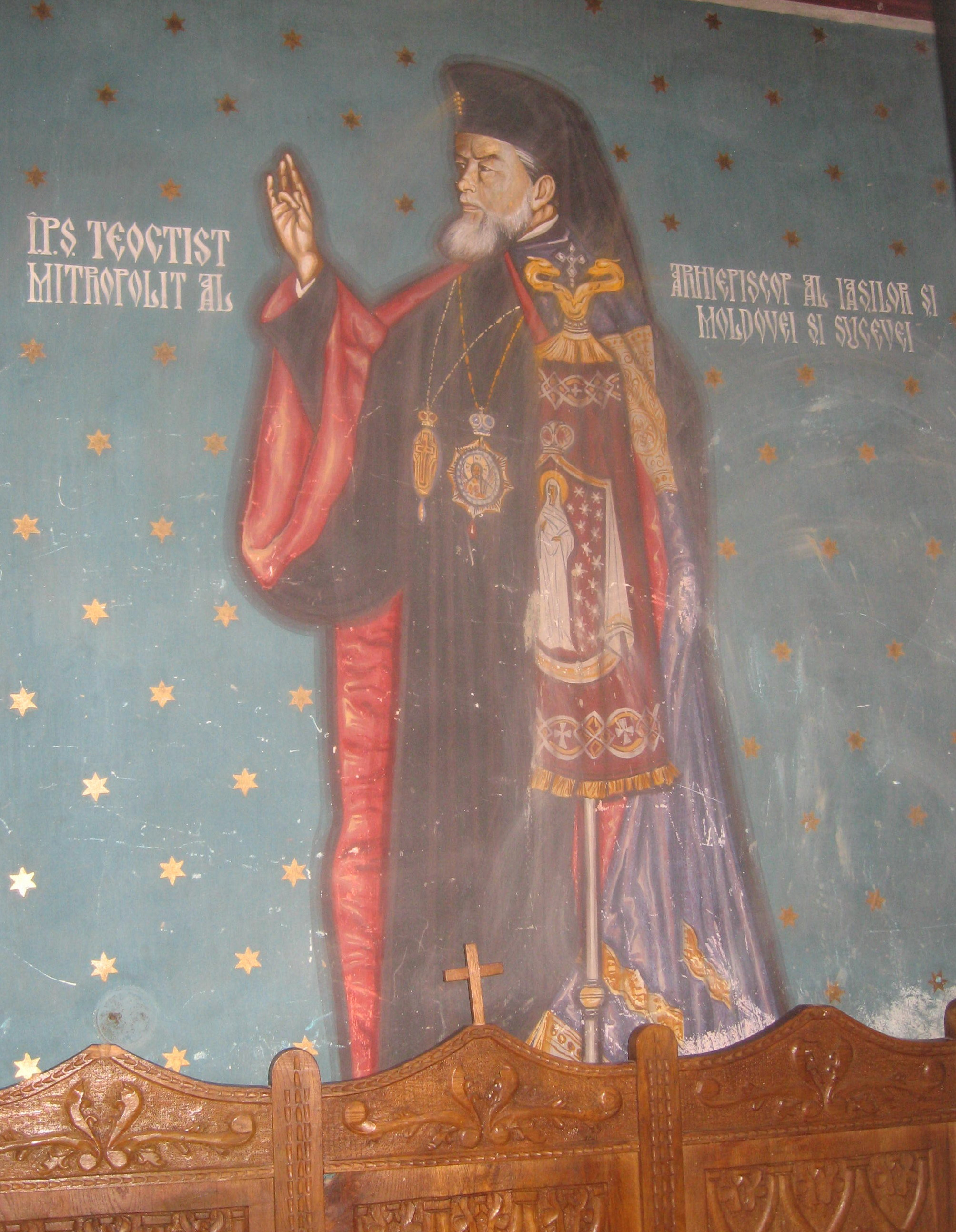
În perioada arhipăstoririi mitropolitului Teoctist Arăpaşu s-a restaurat biserica
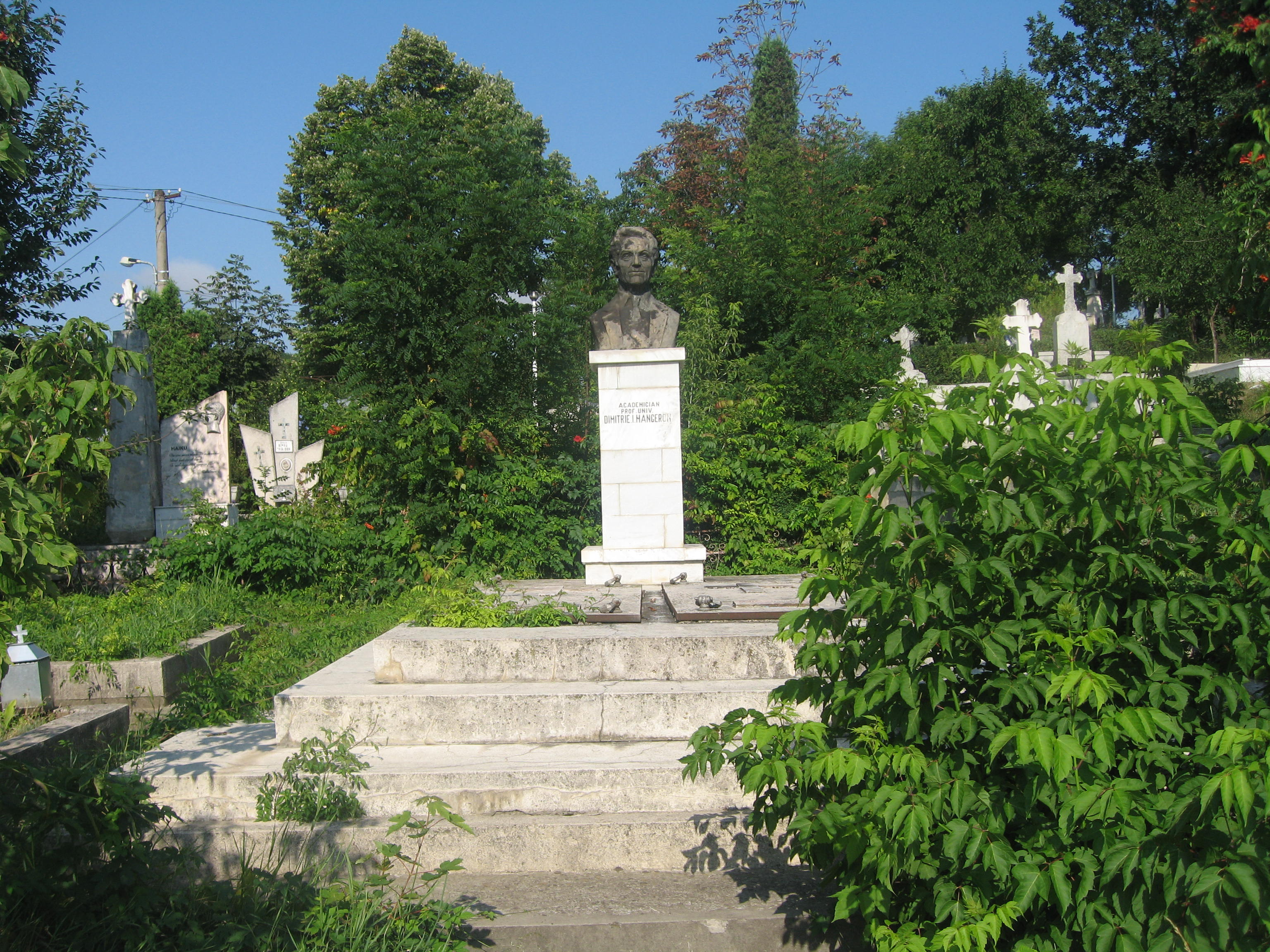
Mormântul acad. Dimitrie Mangeron în cimitirul Mănăstirii Podgoria Copou
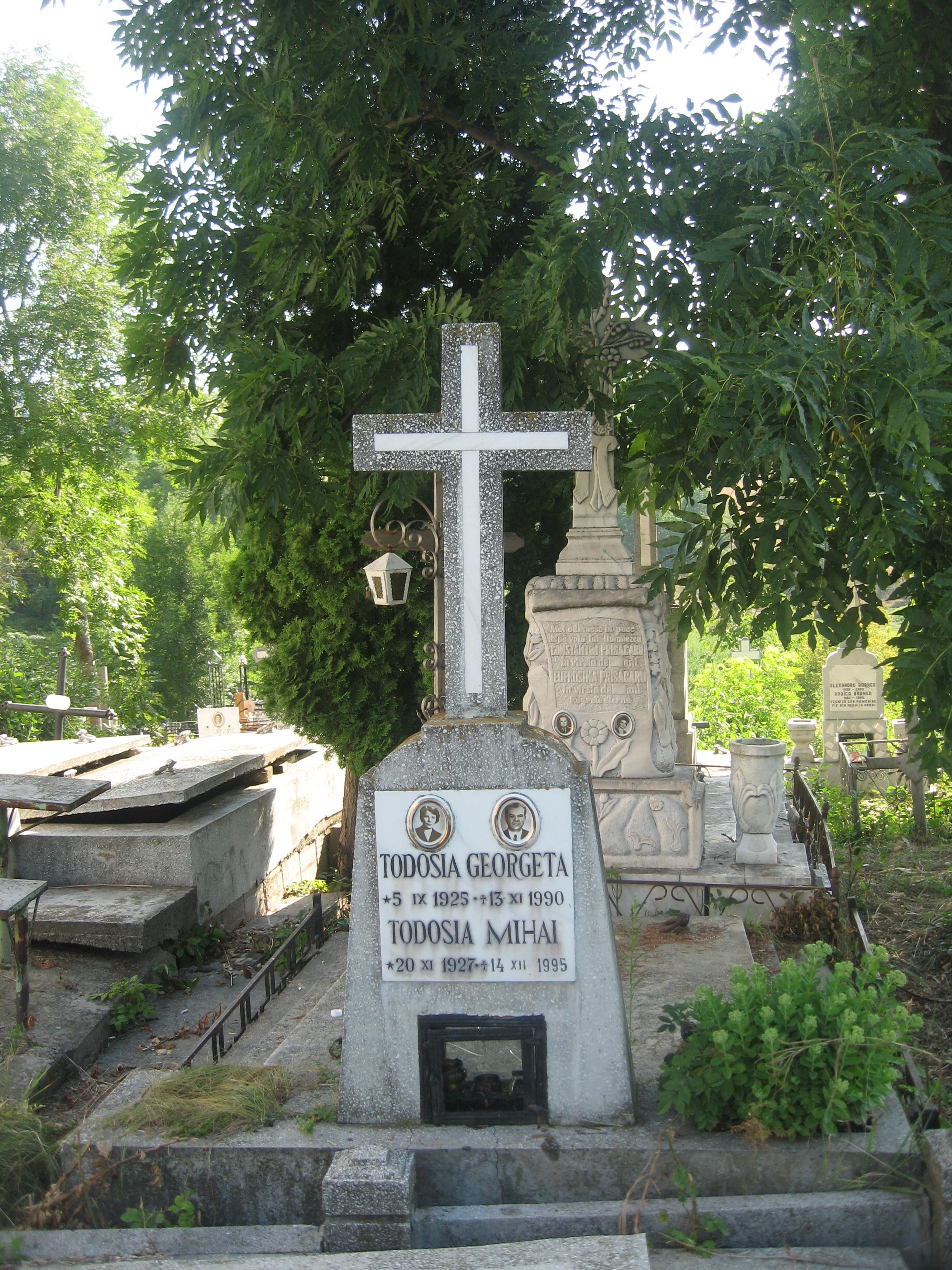
Mormântul prof.dr. Mihai Todosia în cimitirul Mănăstirii Podgoria Copou
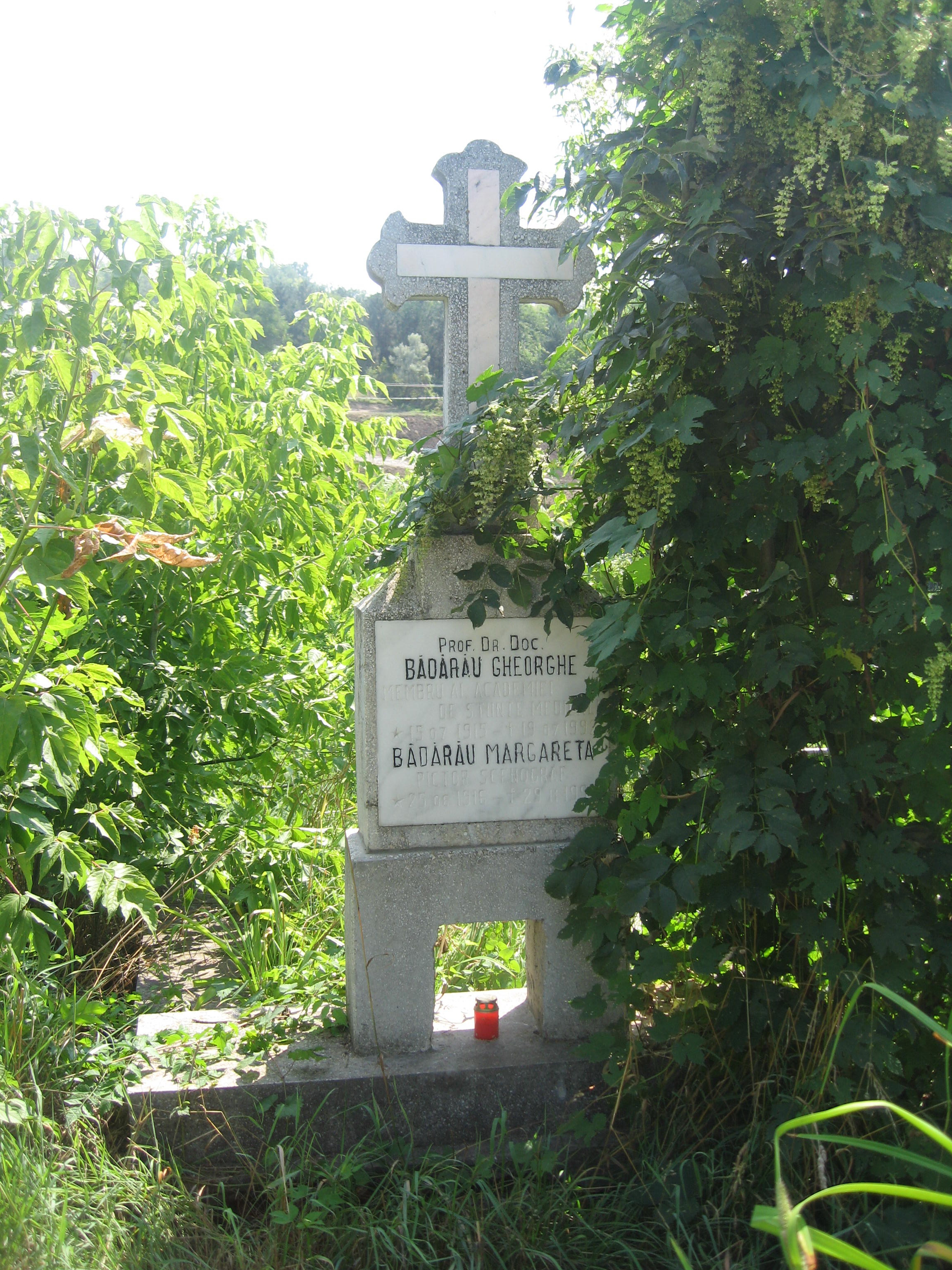
Mormântul prof.dr.doc. Gheorghe Bădărău în cimitirul Mănăstirii Podgoria Copou
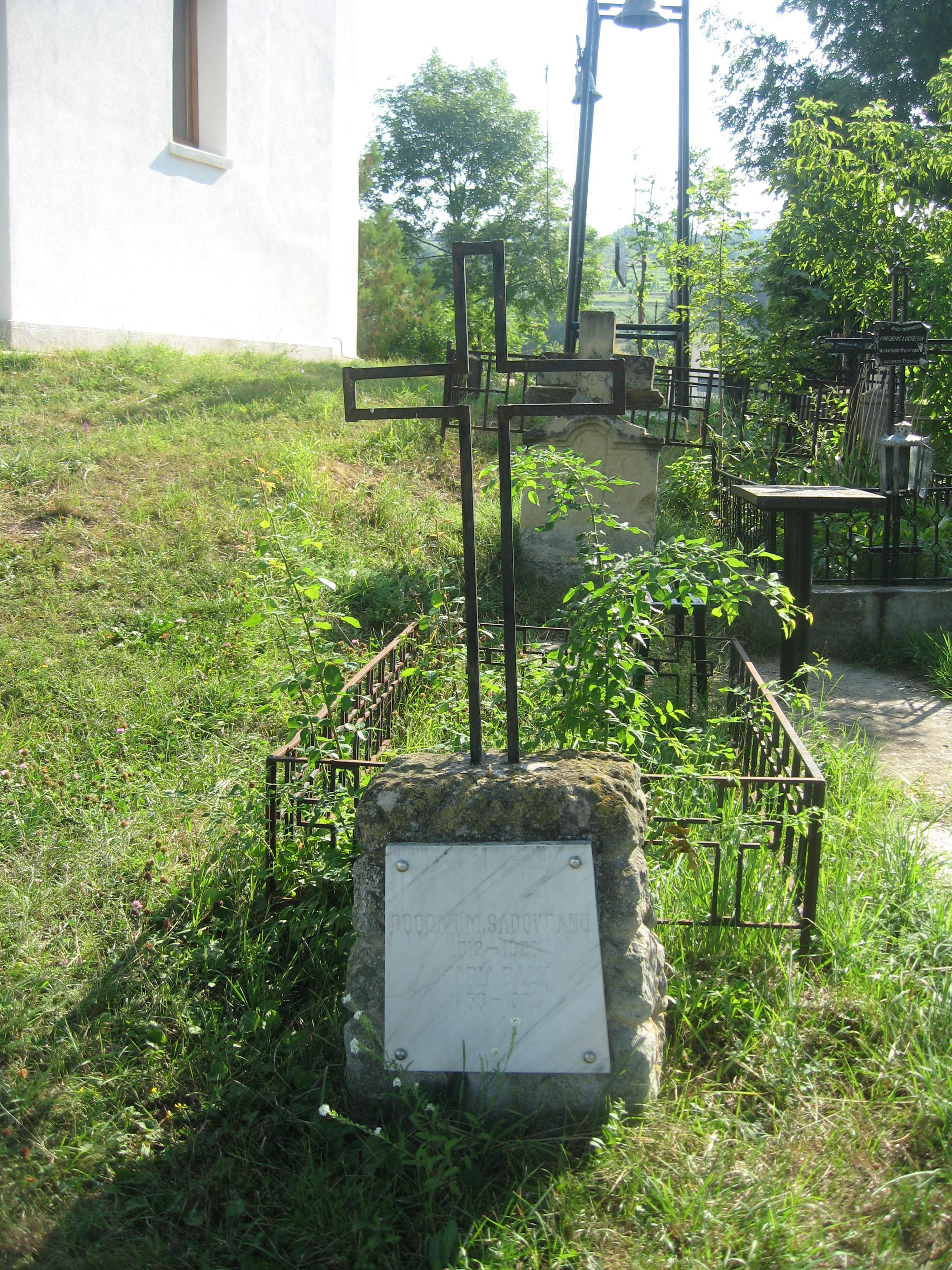
Mormântul lui Bogdan M. Sadoveanu (1912-1920), fiul lui Mihail Sadoveanu, în cimitirul Mănăstirii Podgoria Copou